# Companhia Nacional de Caminhos de Ferro
A Companhia Nacional de Caminhos de Ferro, igualmente conhecida como Companhia Nacional, foi uma empresa ferroviária portuguesa, que construiu as Linhas do Tua e Dão, e explorou as Linhas do Corgo e Sabor, em Portugal.

## Descrição
O material circulante desta empresa utilizava principalmente o sistema de atrelagem com o tensor por baixo do tampão central, método que foi depois utilizado pelos caminhos de ferro do Vouga, e adoptado como padrão pela Companhia dos Caminhos de Ferro Portugueses quando esta empresa tomou conta de todas as linhas de via estreita. A sigla da empresa era CN.
Entre o material motor da Companhia Nacional de Caminhos de Ferro, estiveram as locomotivas da Série 1 a 6, encomendas para a inauguração da Linha do Tua, e que receberam em 1934 a numeração de 11 a 16, e que foram novamente renumeradas para 81 a 86 quando a empresa foi integrada na Companhia dos Caminhos de Ferro Portugueses, em 1947. Em 1889, a Companhia Nacional encomendou outras seis locomotivas para servirem na futura linha de Santa Comba Dão a Viseu, que também receberam os números 1 a 6, e que foram alteradas para 51 a 56 pela C. P.. A locomotiva E86 foi preservada no Museu de Macinhata do Vouga com o número 16 da Companhia Nacional, enquanto que a E82 foi guardada em Bragança com o número 1. A primeira locomotiva a gasóleo em Portugal foi recebida pela Companhia Nacional em 1938, com o nome de Lydya, e que funcionou durante algum tempo na Linha do Tua, embora tenha sido pouco mais do que um protótipo.
Um dos núcleos oficinais da empresa situava-se na Estação de Mirandela.
A sede da Companhia Nacional estava situada no Terreiro do Paço, tendo sido uma das primeiras empresas a localizar-se naquele espaço após ter sido desocupado pelo Ministério do Reino, em 1879.

## História

### Formação

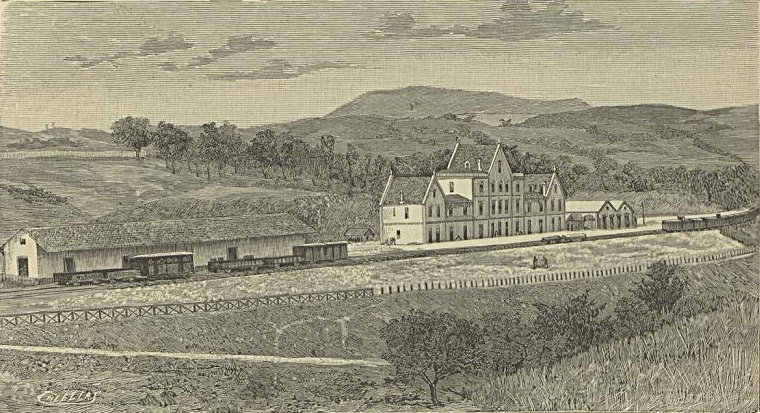
Estação de Mirandela, nos primeiros anos

Em 22 de Novembro de 1883, iniciou-se o segundo concurso para a construção e exploração do primeiro lanço da Linha do Tua, entre Foz Tua e Mirandela; a única proposta, apresentada pelo Conde da Foz, foi aprovada em 14 de Dezembro de 1884. Um alvará de 1 de Outubro de 1855 autorizou a transferência desta concessão para a Companhia Nacional de Caminhos de Ferro, em conjunto com a concessão para a construção e exploração de uma linha de Santa Comba Dão a Viseu, e aprovou os estatutos desta empresa.

### Construção das Linha do Tua e do Dão
A linha até Mirandela foi aberta à exploração em 29 de Setembro de 1887. Quando foi aberto o concurso para a construção do lanço até Bragança,  a companhia procurou obter, sem sucesso, apoio financeiro para este empreendimento, motivo pelo qual não se candidatou ao concurso. No entanto, em 1903, obteve a concessão para este projecto, por parte do empresário João Lopes da Cruz, tendo a inauguração da linha até Bragança tido lugar em 31 de Dezembro de 1906. A Linha do Dão foi inaugurada em 25 de Novembro de 1890, unindo desta forma a cidade de Viseu à Linha da Beira Alta.
Em Fevereiro de 1902, o presidente da assembleia geral da Companhia era José Mesquita da Rosa. O relatório referente ao ano de 1901 apresentou um balanço positivo, com o valor das receitas muito semelhante ao de 1900, mas com um ligeiro aumento nas despesas. Em finais de 1901, a companhia requereu ao Ministério das Obras Públicas, Comércio e Indústria o pagamento da garantia de juro, relativa ao excesso de extensão desta linha, em relação ao previsto.
Em 3 de Junho de 1918 e 2 de Julho de 1919, entraram em greve os empregados de várias empresas ferroviárias em Portugal, incluindo a Companhia Nacional.

### Concessão das Linhas do Sabor e Corgo
Em 1927, a Administração dos Caminhos de Ferro do Estado foi integrada na Companhia dos Caminhos de Ferro Portugueses. No entanto, devido à falta de capacidade que esta empresa tinha para administrar as linhas de via métrica que passaram para a sua gestão, celebrou no dia 11 de Março de 1927 um contrato com a Companhia Nacional, para o arrendamento das Linhas do Corgo e Sabor. Este processo foi confirmado por um novo contrato, assinado em 27 de Janeiro de 1928.
Em 16 de Novembro de 1928, foi feita uma reunião na sede da Associação Comercial e Industrial de Viseu, na qual participaram várias autoridades civis da cidade e representantes das companhias Nacional e do Vouga,  para analisar o novo plano ferroviário, que então estava em preparação. Em 2 de Junho de 1930, a Companhia Nacional pediu autorização para aumentar as suas tarifas, de forma a suportar as despesas que tinham sido feitas nas linhas subarrendadas.
Em 31 de Dezembro de 1942, a Companhia Nacional solicitou à C. P. para ceder o carvão de pedra estrangeiro, uma vez que era necessário para alimentar os seus comboios nas linhas transmontanas.

### Extinção
Em 1945, foi publicada a Lei 2008, que se destinava a melhorar a coordenação de transportes terrestres, através, entre outras acções, da transferência de todas as concessões ferroviárias para a Companhia dos Caminhos de Ferro Portugueses; a escritura da transferência da Companhia Nacional foi realizada em 1946, e entrou em vigor no dia 1 de Janeiro de 1947.